# Ramat Aviv ha-Chadaša
Ramat Aviv ha-Chadaša (hebrejsky: רמת אביב החדשה, jde pouze o pracovní název) je čtvrť v severozápadní části Tel Avivu v Izraeli. Je součástí správního obvodu Rova 1 a samosprávné jednotky Rova Cafon Ma'arav. V jejím rámci pak tvoří podčást širšího urbanistického okrsku Ramat Aviv.

## Geografie
Leží na severním okraji Tel Avivu, cca 1 kilometr od pobřeží Středozemního moře a cca 2,5 kilometru severně od řeky Jarkon, v nadmořské výšce okolo 20 metrů. Dopravní osou je dálnice číslo 2 (Derech Namir), která prochází po jejím východním okraji. Na východě sousedí se čtvrtí Neve Avivim, na jihu s Lamed, na severu leží Gimel ha-Chadaša, na západě byl fragment volné krajiny písečných dun při pobřeží u areálu letiště Sde Dov zastavěn novou čtvrtí ha-Guš ha-Gadol.

## Popis čtvrti
Plocha čtvrti je vymezena na severu ulicí Cvi Propes, na jihu ulicí Einstein. Na východě ulicí Sderot Namir a na západě ulicí Levi Eškol. Zástavba má charakter vysokopodlažních obytných budov. V roce 2007 tu žilo 4 006 obyvatel. 